# Manbuta subrita
Manbuta subrita är en fjärilsart som beskrevs av William Schaus 1901. Manbuta subrita ingår i släktet Manbuta och familjen nattflyn. Inga underarter finns listade i Catalogue of Life.